# Cząstki identyczne
Cząstki identyczne – cząstki nie różniące się pewną grupą własności fizycznych, takich jak masa, ładunek i spin. Cząstkami identycznymi są te same cząstki elementarne, np. elektrony, neutrina, kwarki lub fotony, ale identyczne mogą być również układy złożone: jądra atomów i całe atomy, a także struktury wieloatomowe, jeżeli tylko składają się z tej samej liczby i rodzaju cząstek elementarnych. Największą identyczną strukturą wieloatomową, dla której zaobserwowano zjawisko kwantowej interferencji jest składająca się z 430 atomów cząsteczka TPPF152 o średnicy około 6 nm.
Pojęcie cząstek identycznych wprowadzono do mechaniki kwantowej, aby uzyskać zgodność z wynikami eksperymentów: zamiana położeń i spinów dwóch cząstek identycznych nie jest możliwa do wykrycia w pomiarze.
W opisie teoretycznym mechaniki kwantowej identyczność oznacza, że obliczając prawdopodobieństwa znalezienia układu cząstek identycznych w zadanych położeniach trzeba otrzymać takie same przewidywania, niezależne od przestawień wykonanych na cząstkach w funkcji falowej. Z tego względu funkcje falowe układu cząstek identycznych są albo symetryczne (dla identycznych bozonów, np. fotonów) albo antysymetryczne (dla fermionów, np. elektronów lub kwarków).

## Cząstki identyczne w fizyce klasycznej

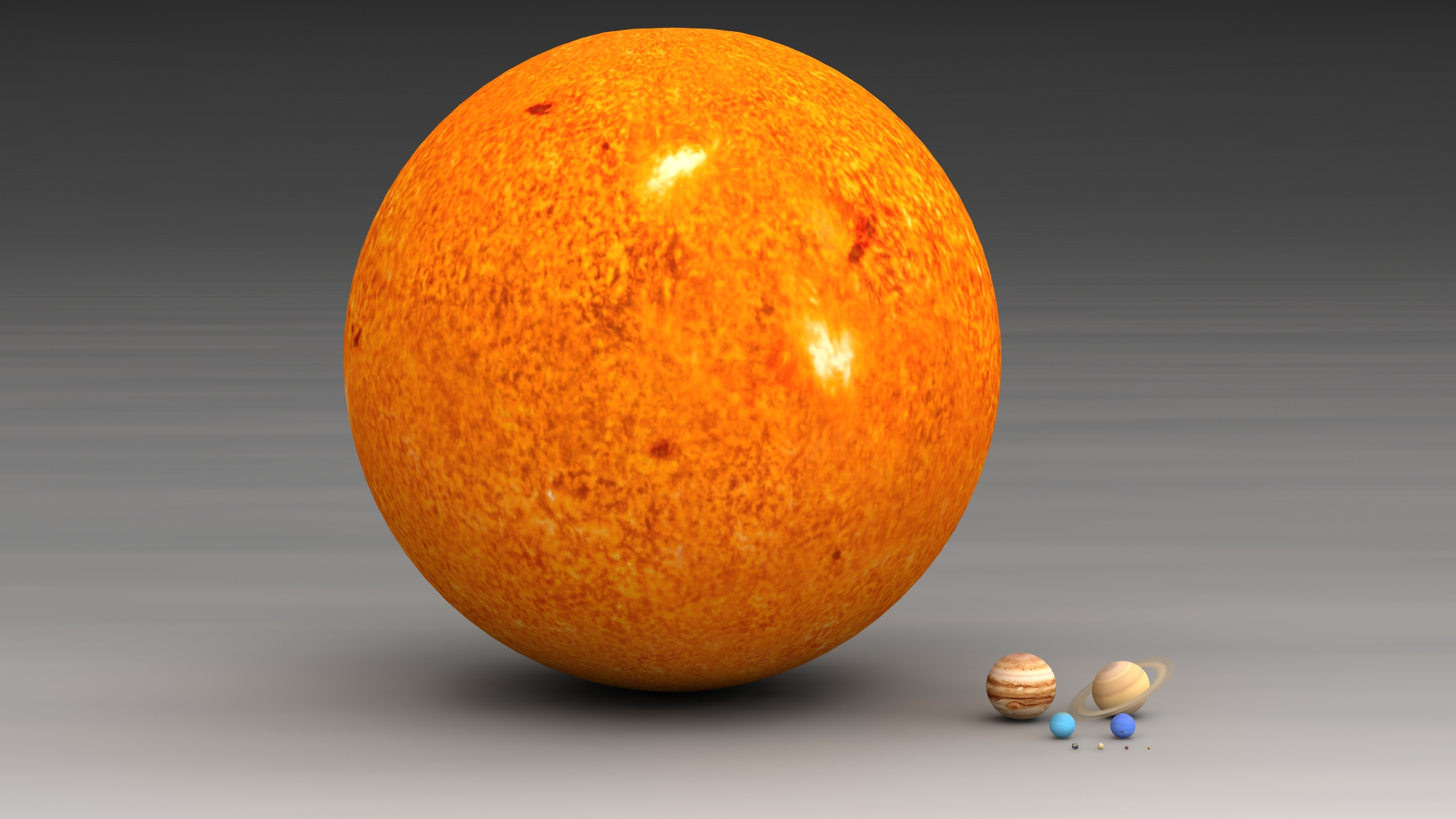
Słońce i planety – ciała odróżnialne, którym można przypisać dobrze określone trajektorie

W fizyce klasycznej przyjmuje się, że każdemu ciału można przyporządkować jednoznacznie położenie w dowolnej chwili czasu. Założenie to rozciąga się na wszystkie ciała, zarówno makroskopowe (np. planety i gwiazdy), jak i mikroskopowe (atomy i cząsteczki). Nie ma tu znaczenia, że niektóre ciała mają identyczne wielkości fizyczne, np. taką samą masę, rozmiar lub ładunek. Z założenia tego wynika możliwość przypisania każdemu ciału indywidualnej trajektorii, określającej zmiany jego położenia w przestrzeni z upływem czasu. Wynikają stąd np. prawa klasycznej fizyki statystycznej, która oparta jest na założeniu możliwości przypisania indywidualnej trajektorii każdej cząstce gazu. Nie bierze się przy tym pod uwagę faktu, że np. obserwacja ruchu pojedynczej cząsteczki gazu jest praktycznie nie do zrealizowania.

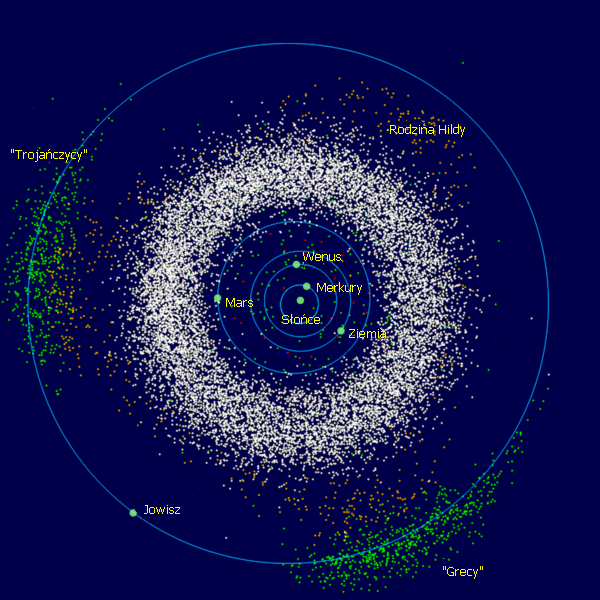
Pas planetoid i planetoidy trojańskie – inny przykład ciał o dobrze określonych trajektoriach

Jednak eksperymenty pokazały, że w pewnych sytuacjach fizycznych (np. w trakcie zderzeń takich samych cząstek) otrzymuje się wyniki, których nie da się wyjaśnić zakładając rozróżnialność cząstek. Ograniczenia w możliwości obserwacji indywidualnych trajektorii cząsteczek mikroskopowych znalazły wyraz w prawach mechaniki kwantowej.

## Cząstki identyczne w fizyce kwantowej

Fotony – cząstki nieodróżnialne (identyczne) mimo różnych długości fal (rozszczepienie światła w pryzmacie)

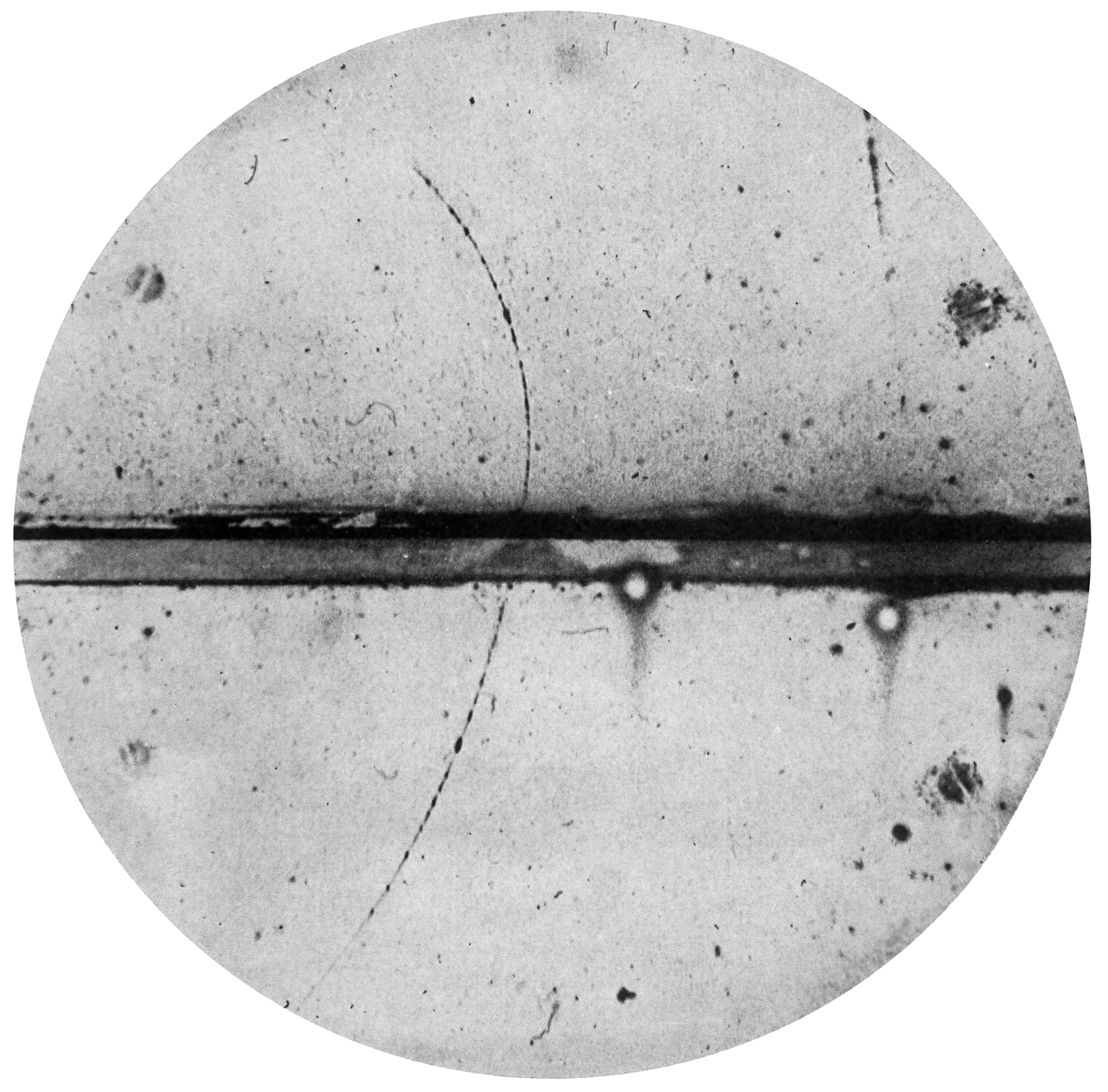
Trajektoria pierwszego odkrytego antyelektronu. Antyelektron mimo to należy do cząstek nieodróżnialnych.

W mechanice kwantowej zakłada się, że niektóre cząstki są nieodróżnialne. Dotyczy to cząstek, które mają te same pewne parametry fizyczne, np. masę, ładunek, skład nukleonów w jądrach atomów, spin itp. Np. wszystkie elektrony są identyczne. Identyczne też są fotony. Cząstki identyczne mogą mieć różne energie (długości fal), np. fotony promieniowania termicznego są traktowane jako cząstki identyczne, mimo że mają różne energie (długości fal), jednak wszystkie mają zerową masę i wartość liczby spinowej równą 1. Ale np. jądra helu mogą nie być identyczne. Pierwiastek ten występuje w postaci kilku izotopów. Dlatego np. jądro helu 32He nie jest identyczne z jądrem helu 42He (znanym jako cząstka α), gdyż jądra te, mimo posiadania identycznej liczby protonów, różnią się liczbą neutronów. Natomiast dwa jądra 32He są identyczne, podobnie jak dwa jądra 42He.
W przypadku identycznych cząstek elementarnych, np. elektronów, kwarków czy fotonów, funkcję falową dowolnego ich układu zapisuje się w postaci:
|  |  | {\displaystyle \psi \left(1,2,\dots ,N,t\right)} |  | (1) |

gdzie {\displaystyle (1,2,\dots ,N)} oznacza zbiór współrzędnych położeń i spinów poszczególnych cząstek układu kwantowego (pozostałe parametry cząstek muszą być takie same). Jeśli założy się, że cząstki te zostały oznaczone w sposób jednoznaczny, tak że każda z nich ma indywidualny numer, to przy zamianie dwóch cząstek (np. pierwszej i drugiej) funkcja falowa może zmienić się jedynie o czynnik fazowy {\displaystyle \mathrm {e} ^{\mathrm {i} \varphi }}, tzn.:
|  |  | {\displaystyle \psi \left(2,1,\dots ,N,t\right)=\mathrm {e} ^{\mathrm {i} \phi }\psi \left(1,2,\dots ,N,t\right)} |  | (2) |

gdzie {\displaystyle \phi } jest dowolną liczbą rzeczywistą. Taka bowiem zamiana nie zmienia modułu {\displaystyle |\psi |} funkcji falowej. Wynik pomiaru zależy natomiast tylko od modułu funkcji falowej (dokładniej od {\displaystyle |\psi |^{2}}), gdy więc zamiana cząstek nie wpłynie na zmianę modułu, to tej zamiany nie da się stwierdzić w pomiarze.
Gdy cząstki 2 i 1 zostaną przestawione z powrotem, to ponownie zmieni się czynnik fazowy, i otrzyma się funkcję:
|  |  | {\displaystyle {\tilde {\psi }}\left(1,2,\dots ,N,t\right)=\mathrm {e} ^{\mathrm {i} \phi }\psi \left(2,1,\dots ,N,t\right)} |  | (3) |

Po podstawieniu równania (2) do prawej strony równania (3) otrzymuje się:
|  |  | {\displaystyle {\tilde {\psi }}\left(1,2,\dots ,N,t\right)=\mathrm {e} ^{\mathrm {i} \phi }\mathrm {e} ^{\mathrm {i} \phi }\psi \left(1,2,\dots ,N,t\right)} |  | (4) |

Funkcje {\displaystyle {\tilde {\psi }}\left(1,2,\dots ,N,t\right)} oraz {\displaystyle \psi \left(1,2,\dots ,N,t\right)} odpowiadają tej samej konfiguracji cząstek, muszą więc być sobie równe. W takim razie z równania (4) wynika, że:
|  |  | {\displaystyle \mathrm {e} ^{\mathrm {i} \phi }=1} lub {\displaystyle \mathrm {e} ^{\mathrm {i} \phi }=-1} |  | (5) |

Po podstawieniu powyższych liczb do równania (2) otrzymuje się:
|  |  | {\displaystyle \psi \left(2,1,\dots ,N,t\right)=\quad \psi \left(1,2,\dots ,N,t\right)} |  | (6) |

lub
|  |  | {\displaystyle \psi \left(2,1,\dots ,N,t\right)=-\psi \left(1,2,\dots ,N,t\right)} |  | (7) |

Tak więc funkcja falowa układu identycznych cząstek może być ze względu na zamianę cząstek albo symetryczna (nie zmieni znaku przy zamianie położeń dwóch cząstek lub ich spinów), albo antysymetryczna (zmienia znak).
Symetryczną funkcję falową mają układy identycznych bozonów, np. zbiór fotonów. Przestawienie dwóch cząstek nie zmienia funkcji falowej. Funkcję falową antysymetryczną mają układy takich samych fermionów (np. elektronów), a przestawienie pary takich cząstek powoduje jedynie zmianę znaku funkcji falowej.

## Zasada Pauliego

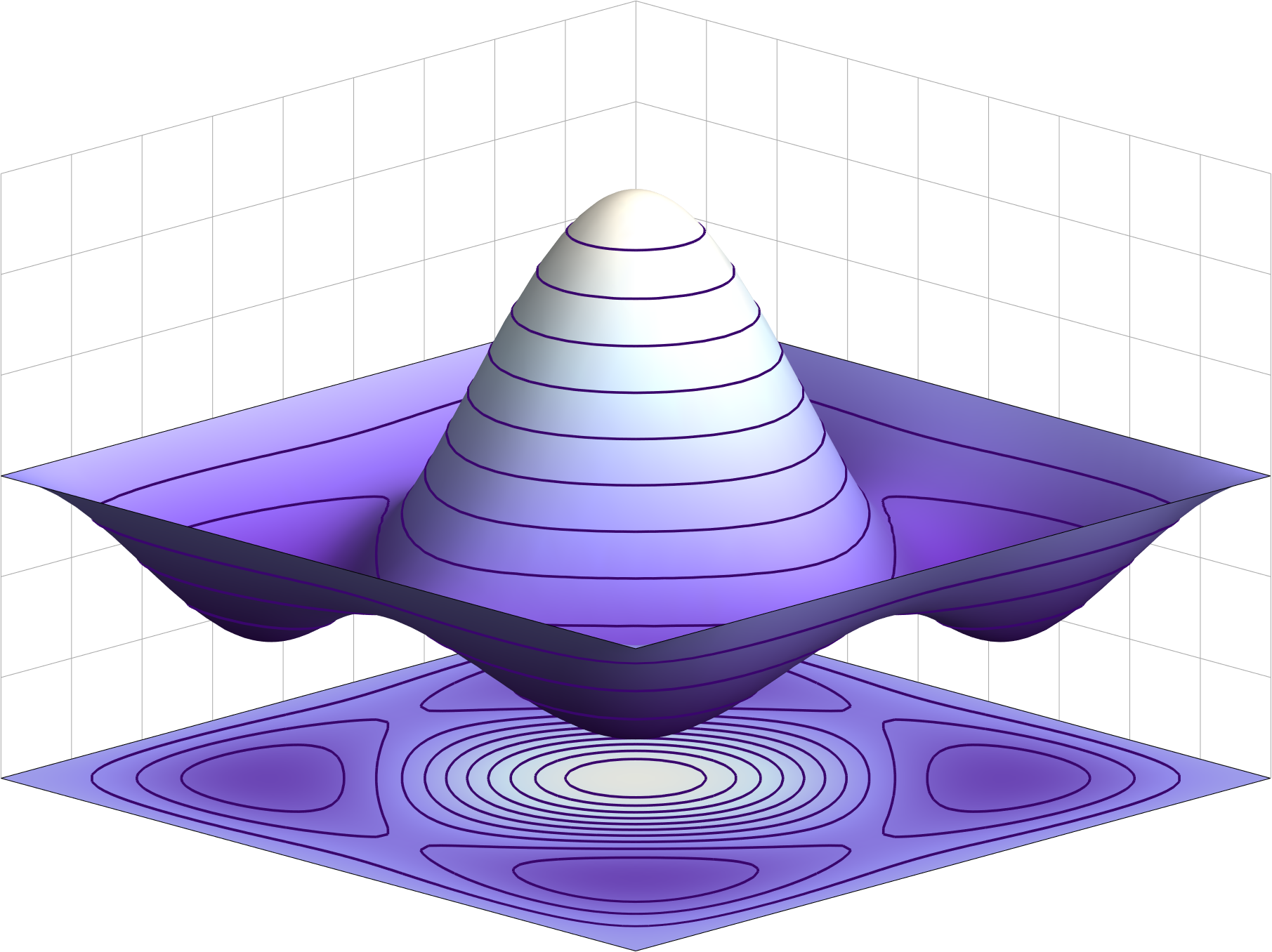
Symetryczna funkcja falowa 2 bozonów

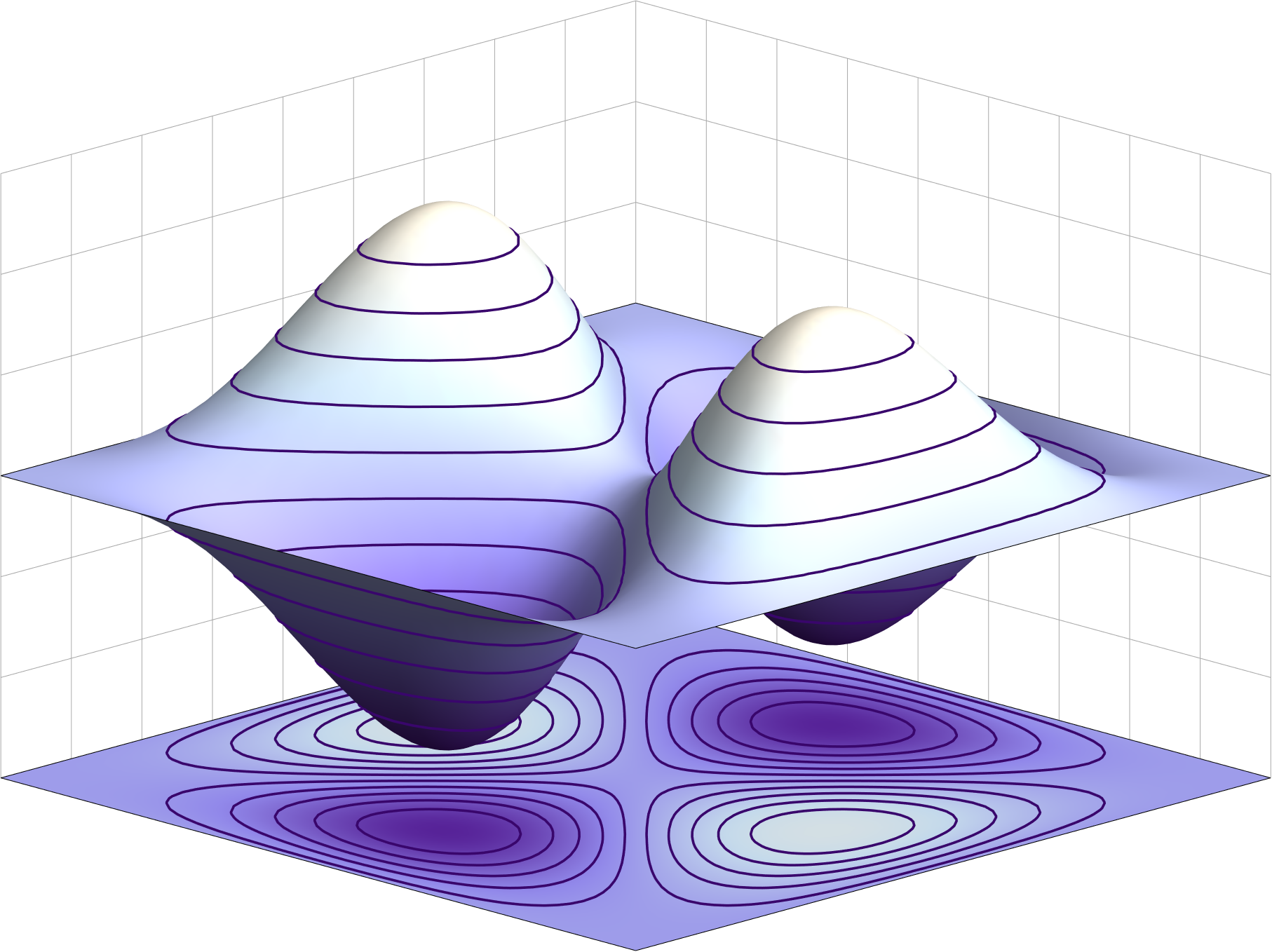
Antysymetryczna funkcja falowa 2 fermionów

Z antysymetrii funkcji falowych fermionów wynika zasada wykluczania zwana zasadą Pauliego, zgodnie z którą w układzie fermionów tego samego rodzaju (np. elektronów) oddziałujących ze sobą, żadne dwa fermiony nie mogą posiadać takiego samego zestawu liczb kwantowych (a więc i takich samych funkcji falowych). Np. w układzie {\displaystyle N} fermionów w stanie antysymetrycznym, tzn. takich, że przestawienie cząstek zmienia jej znak:
|  |  | {\displaystyle \psi \left(2,1,\dots ,N,t\right)=-\psi \left(1,2,\dots ,N,t\right)} |  | (8) |

Jeśli zasada Pauliego nie byłaby spełniona (tzn. że w tym samym stanie może znajdować się więcej cząstek, np. dwie cząstki zajmują stan 1=2), równanie (8) można by zapisać następująco:
|  |  | {\displaystyle \psi \left(1,1,\dots ,N,t\right)=-\psi \left(1,1,\dots ,N,t\right)} |  | (9) |

Jednak funkcją, która jest równa samej sobie mnożonej przez −1 jest funkcja zerowa
|  |  | {\displaystyle \psi \left(1,1,\dots ,N,t\right)=0} |  | (10) |

co oznacza, że żadne dwa fermiony w tym samym stanie nigdy nie występują. Tym samym każdy fermion musi zajmować inny stan, co głosi zasada Pauliego.
Mechanika kwantowa udowadnia dlaczego symetria funkcji falowej zależy od spinu cząstek, tzn. dlaczego bozony (mające spin całkowity) mają funkcje falowe symetryczne ze względu na przestawienie cząstek, zaś fermiony (mające spin połówkowy, tj. {\displaystyle {\tfrac {1}{2}},} 1{\displaystyle {\tfrac {1}{2}},} 2{\displaystyle {\tfrac {1}{2}}} itd.) mają funkcją antysymetryczną.

### Dowody eksperymentalne
Przykładem obowiązywania zasady Pauliego jest konfiguracja elektronowa atomów. Stan każdego elektronu w atomie określają cztery liczby kwantowe: {\displaystyle n,} {\displaystyle l,} {\displaystyle m} oraz {\displaystyle m_{s}.} Ta ostatnia liczba przyjmuje dwie wartości {\displaystyle -{\tfrac {1}{2}}} oraz {\displaystyle {\tfrac {1}{2}}.} Oznacza to, że dozwolone są dwa różne stany, opisane tymi samymi liczbami {\displaystyle n,} {\displaystyle l,} {\displaystyle m.} Stanom tym odpowiada przeciwne ustawienie spinów elektronów w atomie. W atomie helu, który ma dwa związane elektrony, oba elektrony mogą zajmować najniższy stan energii {\displaystyle n=1} pod warunkiem, że elektrony przyjmą przeciwne stany spinowe, zgodnie z zasadą Pauliego. Jednak w atomie litu, z trzema związanymi elektronami, trzeci elektron nie może być w najniższym stanie, ale musi zająć stan o wyższej energii {\displaystyle n=2.} W kolejnych pierwiastkach, mających coraz więcej elektronów, elektrony muszą zajmować stany różniące się liczbami kwantowymi, o stopniowo rosnących energiach. Wyjaśnienie budowy pierwiastków w oparciu o ideę identyczności cząstek dostarcza dowodu na identyczność cząstek elementarnych.